# Hubert Hilti
Hubert Hilti (* 5. Dezember 1963 in Vaduz) ist ein ehemaliger liechtensteinischer Skirennläufer.

## Biografie
Bei den Olympischen Winterspielen 1984 startete Hilti in der Abfahrt und im Riesenslalom. Im Abfahrtsrennen belegte er den 36. Rang, im Riesenslalom hingegen schied er im ersten Lauf aus.